# Igły (Stary Targ)
Igły (deutsch Iggeln, früher Iglen oder Ilgli) ist eine Ortschaft in der Landgemeinde (Gmina) Stary Targ (Altmark) im Powiat Sztumski (Stuhmer Kreis) der polnischen Woiwodschaft Pommern.

## Geographische Lage
Das Dorf liegt im ehemaligen Westpreußen, etwa elf Kilometer nordöstlich von Stuhm (Sztum), 14 Kilometer südöstlich von Marienburg (Malbork) und sieben Kilometer südöstlich von Deutsch Damerau (Dąbrówka Malborska).

## Geschichte
Ältere Ortsbezeichnungen sind Egell oder Lupin (1287), Egeln (1303), Tannfeld (1437), Egel (1451) und Iggeln (1772).  Die Ortschaft wurde zur Ordenszeit in einer Handfeste von 1280 erwähnt. Nach der Handfeste vom 19. August 1287 wird dem getreuen Preußen Sambange das Feld Lupin verliehen, worauf er das Gut anlegte.
Im Jahr 1945 gehörte die Landgemeinde Iggeln zum Landkreis Stuhm im Regierungsbezirk Marienwerder im Reichsgau Danzig-Westpreußen des Deutschen Reichs. Iggeln war dem Amtsbezirk Grünfelde zugeordnet.
Im Januar 1945 wurde Iggeln von der Roten Armee besetzt. Nach Beendigung der Kampfhandlungen wurde die Region seitens der sowjetischen Besatzungsmacht zusammen mit ganz Hinterpommern und der südlichen Hälfte Ostpreußens – militärische Sperrgebiete ausgenommen – der Volksrepublik Polen zur Verwaltung überlassen. Es wanderten nun Polen zu. Schroop wurde unter der polnischen Ortsbezeichnung „Igły“ verwaltet. Die einheimische Bevölkerung wurde mit wenigen Ausnahmen von der polnischen Administration aus Iggeln vertrieben.

### Demographie
| Jahr | Einwohner | Anmerkungen |
| ---- | --------- | --- |
| 1783 | –         | adliges Dorf, zwölf Feuerstellen (Haushaltungen), in Westpreußen                                                   |
| 1818 | 076       | adliges Dorf |
| 1864 | 133       | Dorf, darunter 52 Evangelische und 81 Katholiken                                                                   |
| 1910 | 076       | Landgemeinde, am 1. Dezember, darunter 15 Evangelische und 61 Katholiken; 57 Personen mit polnischer Muttersprache |
| 1933 | 087       | [ 7 ] |
| 1939 | 092       | [ 7 ] |

## Kirche
Die Protestanten der hier bis 1945 anwesenden Dorfbevölkerung gehörten zur evangelischen Pfarrei Losendorf.